# Daisuke Gouri
Daisuke Gouri (8. februar 1952 – 17. januar 2010) var en japansk skuespiller fra Tokyo.
Hans rigtige navn, samt hans tidligere fase navn, var Yoshio Nagahori. Han var bedst kendt for sine roller i tegneserien Kinnikuman (som Robin Mask), og Dragon Ball-serien.
Den 17. januar 2010, klokken cirka 3:00, blev han fundet liggende på hans mave med blod dryppende fra hans håndled i midten af Nakano i Tokyo af en forbipasserende, som derefter kontaktede politiet. Under hans krop opdagede man en kniv og et afskedsbrev.
Han blev derefter erklæret død efter at han havde begået selvmord, han blev 57 år gammel.

## Filmografi

### Tegnefilmserier
1973
- Cutie Honey

1979
- Mobile Suit Gundam
- Entaku no Kishi Monogatari: Moero Arthur

1980
- Ashita no Joe 2
- Moeru Arthur: Hakuba no Ōji
- Nils no Fushigi na Tabi
- Tetsuwan Atom
- Time Patrol tai Otasukeman

1981
- Ginga Senpū Braiger
- Dash Kappei
- Gold Lightan
- Sengoku Majin GōShōgun

1982
- Ginga Reppū Baxinger
- Gyakuten! Ippatsuman
- Minami no Niji no Lucy
- Sasuga no Sarutobi'
- Tokimeki Tonight

1983
- Kikō Sōseiki MOSPEADA
- Kinnikuman

1984
- Hokuto no Ken

1985
- Aoki Senshi SPT Layzner
- Kidō Senshi Z Gundam
- Shōjō no Sarah

1986
- Dragon Ball
- Kō Q Chōji Ikkiman
- Saint Seiya

1988
- City Hunter 2
- Sakigake!! Otokojuku
- Topo Gigio
- Transformers: Super-God Masterforce

1989
- Dragon Ball Z
- Dragon Quest
- Jungle Book Shōnen Mowgli
- Kidō Keisatsu Patlabor
- Peter Pan no Bōken

1992
- Crayon Shin-chan
- Super Bikkuriman

1995
- Slayers

1996
- Dragon Ball GT
- GeGeGe no Kitarō
- Kaitou Saint Tail
- Meitantei Conan

1997
- Chūka Ichiban!

1998
- Cowboy Bebop
- Trigun

1999
- Alexander Senki
- GTO
- Master Keaton
- Seihō Tenshi Angel Links

2000
- Hidamari no Ki

2001
- Final Fantasy: Unlimited
- One Piece
- Pokémon
- Project Arms

2002
- Jing: King of Bandits
- Kinnikuman II
- Kōkaku Kidōtai: Stand Alone Complex

2003
- Air Master
- Full Metal Panic? Fumoffu
- Hagane no Renkinjutsushi
- InuYasha
- One Piece

2004
- Black Jack
- Mōsōdai Rinin
- Hi no Tori
- Kaiketsu Zorori
- Samurai Champloo
- Yu-Gi-Oh! GX

2005
- Gallery Fake
- Majime ni Fumajime: Kaiketsu Zorori
- Yakitate!! Japan
- Yuki no Joō: The Snow Queen

2006
- Angel Heart
- Gintama
- Happy Lucky Bikkuriman
- Inukami!
- Kemonozume
- Kishin Hōkō Demonbane
- MÄR
- Ouran High School Host Club
- Shijō Saikyō no Deshi Kenichi
- Tokyo Tribe 2

2007
- Bleach
- Blue Dragon
- GeGeGe no Kitarō
- Kekkaishi
- Keroro Gunsō
- Soreike! Anpanman

2008
- Doraemon

2009
- Dragon Ball Kai
- Kiddy Girl-and
- One Piece (Jimbei)
- Slayers Evolution-R

### Lange tegnefilm
- Dragon Ball: Curse of the Blood Rubies
- Dragon Ball: Sleeping Princess in Devil's Castle
- Dragon Ball: Mystical Adventure
- Dragon Ball: The Path to Power
- Dragon Ball Z: Dead Zone
- Dragon Ball Z: The World's Strongest
- Dragon Ball Z: Lord Slug
- Dragon Ball Z: The History of Trunks
- Dragon Ball Z: Bojack Unbound
- Dragon Ball Z: Bio-Broly
- Dragon Ball Z: Fusion Reborn
- Dragon Ball Z: Wrath of the Dragon
- Dragon Ball: Yo! Son Goku and His Friends Return!!
- Street Fighter II: The Animated Movie
- Tekken: The Motion Picture

### Videospil
- Ace Combat 5: The Unsung War
- Baten Kaitos Origins
- The Bouncer
- Capcom Fighting Evolution
- Daraku Tenshi - The Fallen Angels
- Dead or Alive
- Dead or Alive 2
- Dead or Alive 3
- Dead or Alive 4
- Death by Degrees
- Dragon Ball Z: Budokai
- Dragon Ball Z: Budokai Tenkaichi
- Dragon Ball Z: Budokai Tenkaichi 2
- Dragon Ball Z: Budokai Tenkaichi 3
- Drakengard
- Final Fantasy XII
- Genji: Dawn of the Samurai
- Jak II
- The King of Fighters XII
- Metal Gear Solid 2: Sons of Liberty
- Metal Gear Solid: Portable Ops
- Namco × Capcom
- Ninja Gaiden 2
- Red Earth
- Samurai Warriors
- Shadow Hearts
- Shadow Hearts: Covenant
- Shining Tears
- Soulcalibur
- Soulcalibur II
- Star Fox 64
- Star Fox: Assault
- Tales of Rebirth
- Tekken 3
- Tekken Tag Tournament
- Tekken Advance
- Tekken 4
- Tekken 5
- Tekken 5: Dark Resurrection
- Tekken 6
- Tekken 6: Bloodline Rebellion
- Tenchu: Wrath of Heaven
- Time Crisis 4

### Dub af udenlandske film
- Alien
- Aliens
- Armageddon
- Back to the Future
- Beautiful Joe
- A Bridge Too Far
- Cannonball Run II
- Casper
- CHiPs
- The Country Bears
- Das Boot
- Die Hard
- Die Hard 2
- Ed Wood
- Faces of Death V
- Force 10 From Navarone
- Ghostbusters II
- Gone in Sixty Seconds
- The Goonies
- In the Line of Fire
- Lethal Weapon 3
- Men in Black
- The Messenger: The Story of Joan of Arc
- Mighty Morphin Power Rangers: The Movie
- The Mummy Returns
- On Deadly Ground
- Rocky III
- The Running Man
- Small Soldiers
- Sudden Impact
- Teenage Mutant Ninja Turtles
- Thomas og vennerne
- Transformers: Revenge of the Fallen

#### Dub af udenlandske tegnefilm
- A Bug's Life
- Brother Bear
- Duck Dodgers
- Find Nemo
- Gargoyles
- The Iron Giant
- Iron Man
- The Jungle Book
- Kung Fu Panda
- Lilo & Stitch: The Series
- Looney Tunes
- Police Academy: The Animated Series
- Robin Hood
- Space Jam
- Teenage Mutant Ninja Turtles
- Timon & Pumba
- Tom and Jerry: Blast Off to Mars
- X-Men